# Nisterau

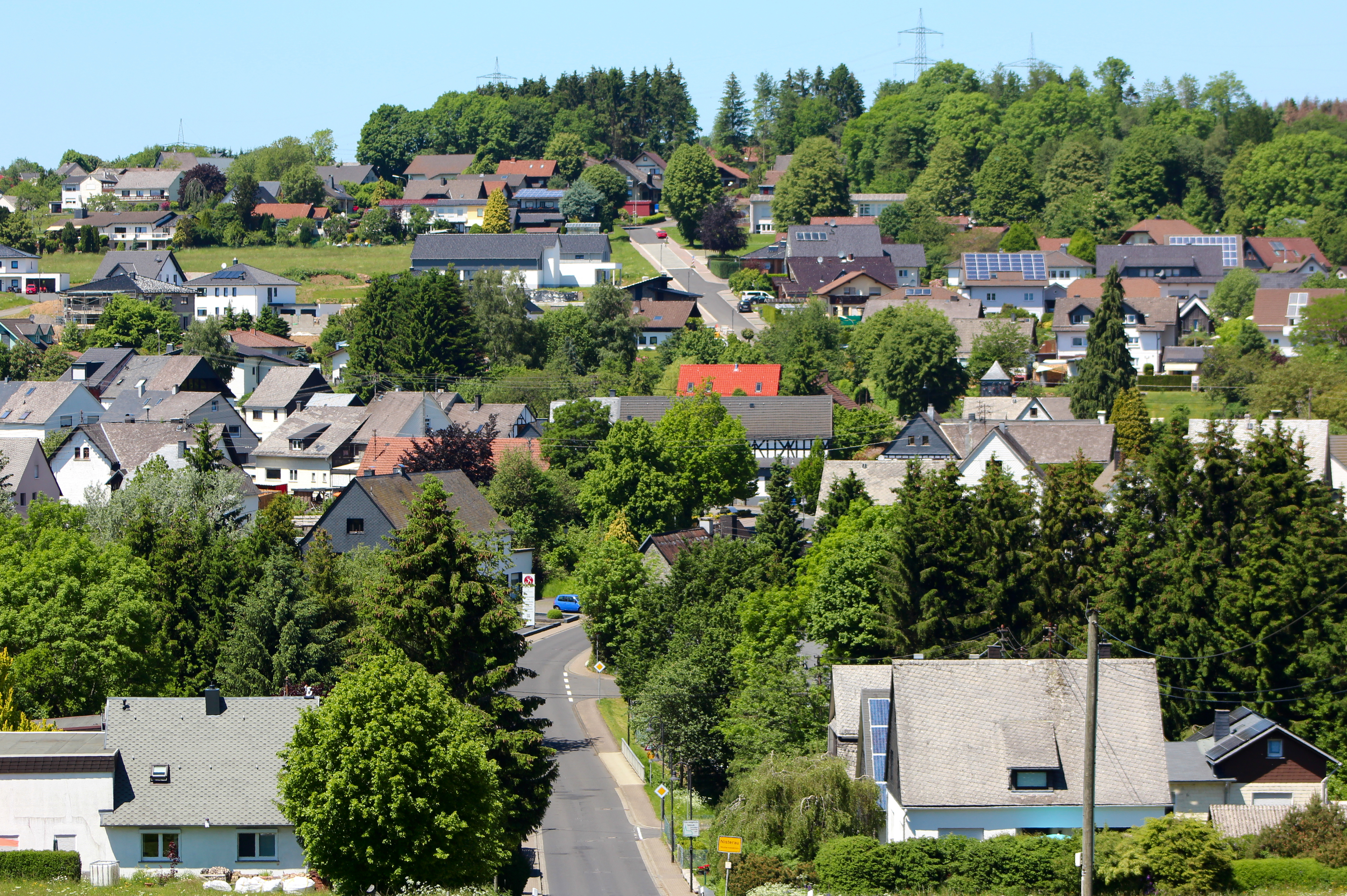
Ansicht von Nisterau, oben der Ortsteil Pfuhl, unten der Ortsteil Bach

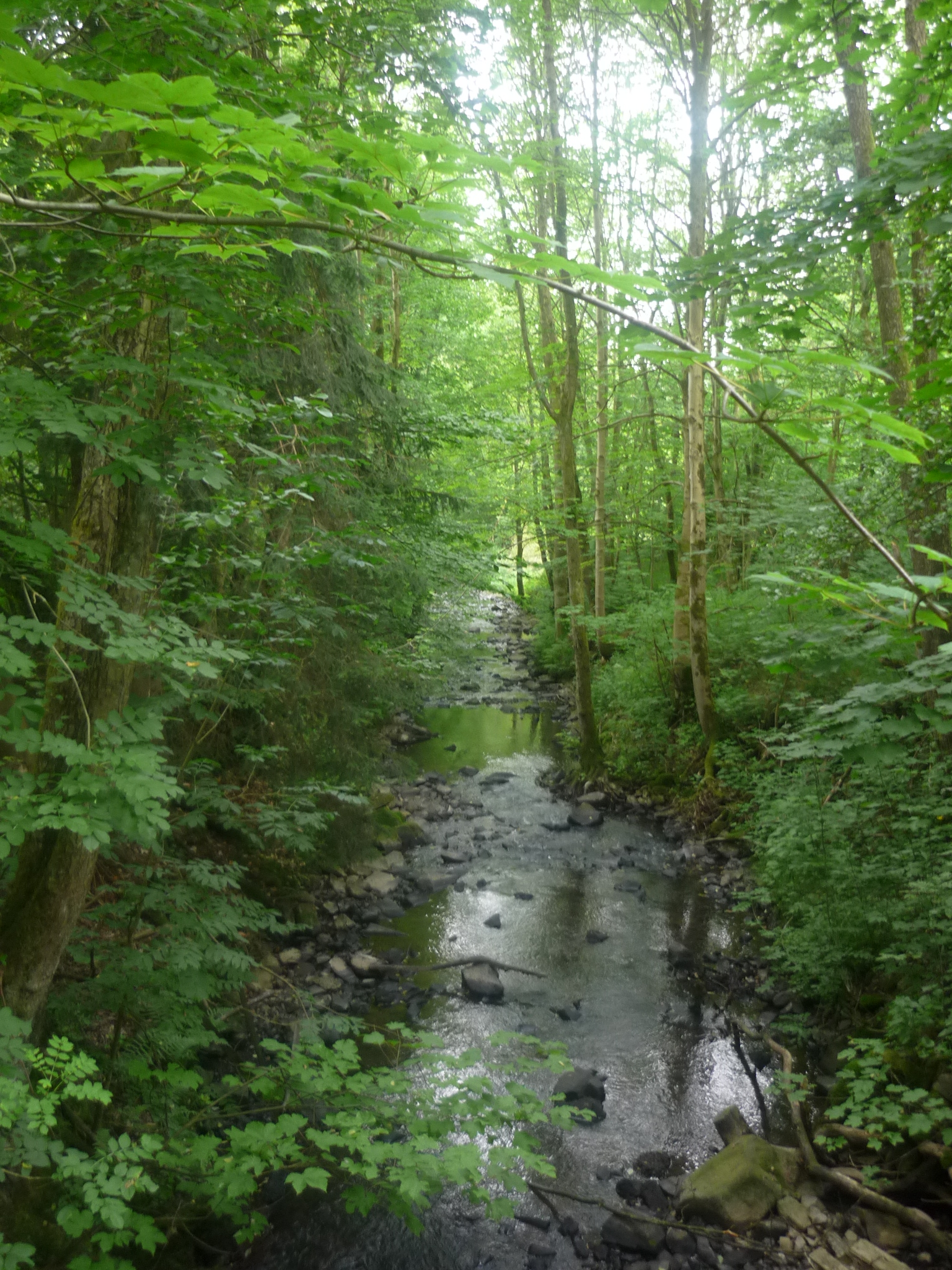
Bacher Lay zwischen Nisterau und Bad Marienberg (Westerwald)

Nisterau ist eine Ortsgemeinde im Westerwaldkreis in Rheinland-Pfalz. Sie gehört der Verbandsgemeinde Bad Marienberg (Westerwald) an.

## Geographie
Die Gemeinde liegt im Westerwald zwischen Limburg an der Lahn und Siegen. Sie grenzt im Süden an die Stadt Bad Marienberg, wobei die Wohnbebauung inzwischen nahezu geschlossen ist. Im Norden grenzt sie an die Gemeinde Nisterberg und damit an den Kreis Altenkirchen. Die Grenze bildet dabei die Kleine Nister. Den Ort durchquert die Bundesstraße 414 (frühere Köln-Leipzigerstraße), was dem Ort eine gute Verkehrsanbindung zwischen Herborn und Altenkirchen sichert. Im Süden durchfließt die Schwarze Nister den Ort. Die Lage zwischen Kleiner und Schwarzer Nister war auch für die Namensgebung entscheidend.
Nisterau besteht aus den Ortsteilen Bach und Pfuhl (mundartlich: Baach und Pool bzw.Poul.) Weiterhin gehört der Wohnplatz Gotthardshof zur Gemeinde.

## Geschichte
Pfuhl wurde erstmals um 1300 urkundlich erwähnt, Bach ist erstmals 1416 genannt. Beide Orte gehörten in der frühen Neuzeit zur Grafschaft Nassau-Dillenburg bzw. zum Amt Marienberg. Zwischen beiden Orten lag bis in den Dreißigjährigen Krieg ein Ort, der aber dann in eine Wüstung überging.
Ab 1815 waren die beiden Orte Teil des Herzogtums Nassau und nach 1866 der preußischen Provinz Hessen-Nassau bzw. deren Regierungsbezirk Wiesbaden. Nach dem Zweiten Weltkrieg und der Schaffung der Französischen Besatzungszone wurden die beiden Orte aus ihrem alten nassauischen Zusammenhang herausgerissen und dem neu geschaffenen Land Rheinland-Pfalz zugeschlagen. Zuerst gehörte der Ort dem Regierungsbezirk Montabaur an, nach dessen Auflösung dem Regierungsbezirk Koblenz. An der langen Zugehörigkeit zu Nassau orientiert sich auch das neu geschaffene Ortswappen.
Die heutige Gemeinde Nisterau wurde am 7. Juni 1969 aus den aufgelösten Gemeinden Bach (302 Einwohner) und Pfuhl (391 Einwohner) neu gebildet.
Bevölkerungsentwicklung
Die Entwicklung der Einwohnerzahl bezogen auf das heutige Gebiet der Ortsgemeinde Nisterau, die Werte von 1871 bis 1987 beruhen auf Volkszählungen:
| Jahr | Einwohner |
| ---- | --------- |
| 1815 | 237       |
| 1835 | 328       |
| 1871 | 350       |
| 1905 | 390       |
| 1939 | 616       |
| 1950 | 628       |

| Jahr | Einwohner |
| ---- | --------- |
| 1961 | 653       |
| 1970 | 694       |
| 1987 | 757       |
| 1997 | 921       |
| 2005 | 959       |
| 2023 | 838       |

## Religion
Bereits während des Mittelalters und der frühen Neuzeit gehörte die Gemeinde zum Kirchspiel Marienberg. Dessen Konfession war obrigkeitlich durch die Grafen von Nassau-Dillenburg geprägt, wobei sie im 16. Jahrhundert zuerst zum Luthertum überging  und dann unter Graf Johann VI., dem Bruder Wilhelms von Oranien, ab den 70er Jahren des 16. Jahrhunderts zum reformierten Glauben wechselte. Die evangelische Religion blieb auch bis in das 20. Jahrhundert hinein völlig dominierend, doch spaltete sich im späten 19. Jahrhundert eine zahlenmäßig nicht geringe Freikirchliche Gemeinde ab. Sie verfügt hier auch über eine eigene Versammlungsstätte. Nach dem Zweiten Weltkrieg veränderte sich dieses Bild durch den Zuzug von Katholiken.
Heute gehören 54 % der Einwohner der Evangelischen Kirche in Hessen und Nassau (EKHN) an, und 15 % sind römisch-katholisch. Die Mitglieder der evangelischen Landeskirche sind dem Pfarrbezirk IV „Hof“ der Evangelischen Kirchengemeinde Bad Marienberg zugeordnet, die zum Dekanat Bad Marienberg in der Propstei Nord-Nassau der EKHN gehört. Die Katholiken gehören zur Pfarrei „Mariae Heimsuchung“ in Höhn, Bistum Limburg. In Nisterau selbst gibt es die erwähnte Freie evangelische Gemeinde, die dem Bund Freier evangelischer Gemeinden in Deutschland angeschlossen ist.

## Politik

### Bürgermeister
Markus Schell wurde 2014 Ortsbürgermeister von Nisterau. Bei der Direktwahl am 26. Mai 2019 wurde er mit einem Stimmenanteil von 83,33 % für weitere fünf Jahre in seinem Amt bestätigt. Er wurde im Juni 2024 wiedergewählt.
Schells Vorgänger war Friedel Pfeiffer.

### Wappen
Ein Wappen wurde erst mit dem Zusammenschluss der beiden Gemeinden geschaffen. Es ist in Zusammenarbeit mehrerer Beamter des Höheren Archivdienstes im Staatsarchiv Marburg, mithin nicht dem eigentlich zuständigen Landeshauptarchiv Koblenz, zuzeiten des Bürgermeisters Emil Weber entwickelt worden.
Die Wappenbeschreibung lautet: „In Blau zwei silberne Wellenbalken im Schildfuß, darüber ein goldener rotbewehrter- und gezungter Löwe zwischen goldenen Schindeln.“
Anhand der Farben und des Löwen lässt sich die ehemalige Zugehörigkeit zur Grafschaft bzw. zum Herzogtum Nassau erkennen. Außerdem symbolisieren die beiden Wellen jeweils die Schwarze und die Kleine Nister, Bäche, die auch die natürliche Grenze der Gemeinde bilden.

## Kultur und Sehenswürdigkeiten

### Denkmäler
- Liste der Kulturdenkmäler in Nisterau
- Liste der Naturdenkmale in Nisterau

### Naturschutzgebiet
Zwischen Nisterau-Bach und Bad Marienberg liegt der ehemalige Steinbruch Bacher Lay, heute Naturschutzgebiet. Durch die Bacher Lay fließt die Schwarze Nister.

## Verkehr
- In unmittelbarer Nähe des Ortes verläuft die B 414, die von Driedorf-Hohenroth nach Altenkirchen führt.
- Die nächste Autobahnanschlussstelle ist Haiger/Burbach an der A 45 Dortmund–Hanau, etwa 20 Kilometer entfernt.
- Der nächstgelegene ICE-Halt ist der Bahnhof Montabaur an der Schnellfahrstrecke Köln–Rhein/Main.

## Berühmte Einwohner
- In Bach geboren wurde Rudolf Held (1911–1987), ein Politiker der SED in der DDR.
- In Nisterau geboren wurde der langjährige Marburger Archivar und spätere Gießener Professor Gerhard Menk (1946–2019), der als bedeutender Wissenschafts-, Landes- und Verfassungshistoriker u. a. 2005 den Hessischen Wissenschaftspreis erhielt.